# 植物史
《植物史》，又譯《植物志》，是古希臘哲學家泰奧弗拉斯托斯的植物學著作，內容包含植物的構造、分類、生態與運用。成書時間約在前350年到前287年之間。

## 背景
泰奧弗拉斯托斯是亞里斯多德的學生與朋友，在亞里斯多德之後接替領導呂刻昂與逍遙學派。亞里斯多德的自然史著作主要著重在動物學，包含著名的《動物史》，植物學方面雖有《論植物》傳世，但一般認為是偽作。在《植物史》中，泰奧弗拉斯托斯繼承亞里斯多德的哲學方法研究植物。《植物史》簡略的書寫風格也與亞里斯多德的作品類似，一般認為原本應該是講學用的筆記。
除了《植物史》，泰奧弗拉斯托斯還有另一植物學著作《植物的本原》，原八卷，現存六卷。

## 內容
《植物史》原書分為十卷，現存九卷，共描述約500種植物。

### 第一卷
第一卷內容為植物的解剖學與分類。
泰奧弗拉斯托斯將植物分為喬木（δένδρον）、灌木（θάμνος）、小灌木（φρύγανον）、草（πόα）。他認為這只是一個粗略、不準確的分類，這些類別有時有重疊的地方，而且有些植物在人工栽植的情況下與野生的型態不同。

### 第二卷到六卷
第二到六卷內容以木本植物為主。第二卷描述植物的繁殖。第三卷描述野生喬木的生態。第四卷描述世界各地不同的喬木。
第五卷敘述各種木材的性質，以及木材在造船、建築等方面的運用。
第六卷內容為小灌木。

### 第七卷、第八卷
第七、第八卷描述各種草本植物，其中第八卷內容為穀物、豆類。

### 第九卷
第九卷內容為藥用植物，包含樹液、樹脂與各種藥草，是西方最早的藥用植物著作之一。

## 影響
《植物史》是第一個系統性的植物學研究著作，泰奧弗拉斯托斯也因此書被後世稱為「植物學之父」。
老普林尼的《自然史》內容多引用《植物史》。
文藝復興時期植物學家安德烈亞·切薩爾皮諾亦受泰奧弗拉斯托斯影響，其《植物十六書》（拉丁語：De plantis libri XVI）將植物分為木本與草本，即與《植物史》的分類法雷同。